# Blaise Staničić
Blaise Staničić (New York, 21. ožujka 1987.) je hrvatska vaterpolistica i hrvatska reprezentativka. Igra na mjestu napadačice. Po struci je športašica. Visine je 169 cm. Igra desnom rukom.
Vaterpolo igra od 1996. godine.
Sudjelovala je na EP 2010. kad su hrvatske vaterpolistice nastupile prvi put u povijesti. Te je sezone igrala za Mladost.